# Rozonda Thomas
Rozonda Ocelean Thomas, nota anche con lo pseudonimo di Chilli (Atlanta, 27 febbraio 1971), è una cantante, ballerina, personaggio televisivo e attrice statunitense, conosciuta come membro del gruppo musicale TLC.

## Biografia
Nata in Georgia, ha lavorato come ballerina prima di entrare a far parte, nel 1991, del gruppo musicale R&B TLC, composto anche da Tionne "T-Boz" Watkins e Lisa "Left Eye" Lopes. Le TLC diventeranno uno dei gruppi al femminile più venduti di sempre nel mondo. Dopo la morte di Lisa Lopes (aprile 2002), Chilli e T-Boz si sono esibite solo occasionalmente come duo.
Ha partecipato a diverse produzioni televisive come Strepitose Parkers, That '70s Show, Living Single, Squadra Med - Il coraggio delle donne, A Diva's Christmas Carol e cinematografiche come Hav Plenty (1998) Snow Day (2000) e Ticker - Esplosione finale (2001). È stata protagonista del reality-show What Chilli Wants, andato in onda su VH1 nel periodo 2010-2011.

## Vita privata
Ha avuto un'importante relazione sentimentale con il produttore Dallas Austin, dal quale ha avuto un figlio nato nel 1997. Tra il 2001 e il 2003 è stata fidanzata con il cantante Usher.

## Filmografia parziale
- Ticker - Esplosione finale (Ticker), regia di Albert Pyun (2001)
- Marcia per la libertà (Marshall), regia di Reginald Hudlin (2017)